# 索伊金半島

芬蘭灣南部

索伊金半島是芬蘭灣南部的半島，位於俄羅斯列寧格勒州南岸，把盧加灣和科波爾灣分開，半島上最多人口的村落在第二次世界大戰時被摧毁。
59°46′N 28°33′E / 59.767°N 28.550°E